# Port lotniczy Røst
Port lotniczy Røst – krajowy port lotniczy położony w Røst. Jest jednym z największych portów lotniczych w północnej Norwegii.

## Linie lotnicze i połączenia
| Linia lotnicza | Kierunek           |
| -------------- | ------------------ |
| Widerøe        | 1. Bodø 2. Svolvær |